# Dead Seal Island
Dead Seal Island (von englisch dead seal ‚tote Robbe‘) ist eine 300 m lange und 200 m breite Insel im Palmer-Archipel westlich der Antarktischen Halbinsel. Sie liegt 800 m nordöstlich der Stepping Stones und 3,5 km ostsüdöstlich der Palmer-Station vor der Südküste der Anvers-Insel.
Das Advisory Committee on Antarctic Names benannte sie im Jahr 2014.